# جنیفر لایونس
جنیفر لایونس (انگلیسی: Jennifer Lyons؛ زادهٔ ۶ اوت ۱۹۷۷) یک هنرپیشه اهل ایالات متحده آمریکا است.

## بخشی از فیلمشناسی
از فیلم‌ها یا برنامه‌های تلویزیونی که وی در آن نقش داشته‌است می‌توان به آثار زیر اشاره کرد.
- متأهل… بچه‌دار (۱۹۹۶)
- مرد عنکبوتی شگفت‌انگیز (فیلم ۲۰۱۲) (۲۰۱۲)